# Тарасівка (Зіньківська міська громада)
Тара́сівка — село в Україні,  у Зіньківській міській громаді Полтавського району Полтавської області. Населення становить 1321 особа. До 2020 орган місцевого самоврядування — Тарасівська сільська рада.

## Географія
Село Тарасівка примикає до міста Зіньків, на відстані 1 км розташоване села Бобрівник. По селу протікає пересихаючий струмок з загатою.

## Історія
За народними переказами, Тарасівка є ровесницею свого близького сусіда Зінькова.
Звідки ж село взяло своє ім'я? Як відомо, на Полтавщині нараховується декілька сіл з однойменними назвами.
Побутує легенда, що село здобуло собі ім'я від першого поселенця, який заклав основу майбутнього населеного пункту, — Тараса. Саме він започаткував на цьому місці поселення, яке спочатку було Тарасовим хутором, а згодом, видозмінюючись, дістало свою сучасну назву Тарасівка.
Утворився Тарасів хутір на межі XVI—XVII століть, бо саме на цей час припадає залюднення краю. Після страшної татарської руйнації цей край нагадував пустку. Проживали в цій місцевості тільки окремі поселенці, та й ті посезонно, ведучи напівкочовий спосіб життя, перебуваючи взимку західніше регіону, в домашніх стінах, а в теплу пору року промишляючи в більш-менш віддалених місцевостях, що одержали назви уходів або станів.
Уходники займалися головним чином ловленням риби та бобрів, полюванням на звірину, ловами диких коней, збиранням меду диких бджіл. Так як є відомості про значну залісненість краю на межі XVI—XVII ст. та наявність тут р. Тарапунька, то можна з упевненістю говорити про можливість уходницького промислу.
Уходництво вимагало великої відваги, знання місцевості, татарських звичок. Для безпечності уходники в'язалися в озброєні ватаги, а для охорони ставили на уходах «городки». Тимчасові поселення поступово перетворюються на постійні хутори. Можливо, саме так і з'явився Тарасів хутір. Можна навіть припустити, що перші поселенці вже були козаками, бо якраз уходницька верства і стала одним з джерел створення козацтва як стану. Підтвердженням цієї версії може слугувати і той факт, що наш край знаходився на Порубіжжі, території, яку постійно ділили між собою Річ Посполита, Московія та татари. В цих умовах могли вижити лише козаки з їх знанням військової справи.
Конкретні відомості належать до 1646 р. Під цією датою повідомляється про напад Ієремії Вишневецького на маєтності старости переяславського і коронного хорунжого О.Конєцпольського. Серед інших захоплених «ґвалтом» земель згадується і Зіньківська слобода з околицями. З вищезгаданого можна зробити висновок, що Тарасівка (чи Тарасів хутір) короткий час входила до Лубенської держави Ієремії Вишневецького.
На 1647 р. ці землі вже вийшли з підпорядкування Вишневеччини і були короною передані козакам, які несли охорону на східних кордонах Речі Посполитої.
У 1648 році Тарасівка ввійшла до складу Зіньківської сотні Гадяцького полку (окремі дослідники, посилаючись на літопис Самовидця, вважають, що тоді він називався Зіньківським). Починалася Визвольна війна. Чи брали на участь у цій війні?
Після підписання Зборівського договору Тарасівка разом з іншими населеними пунктами Зіньківщини входить до складу Зіньківськой сотні, а та, в свою чергу-до Полтавського полку. Про це є відповідні записи в реєстрі, складеному на основі договору.
Після Переяславської ради тарасівці в складі Зіньківської сотні присягнули на вірність Московії (присягу приїздив приймати представник царя Андрій Спасителєв).
Наступна згадка про край пов'язана з трагічними сторінками громадянської війни, яка розпочалася після смерті Б.Хмельницького. Зіньківщина стала ареною боротьби між гетьманом І.Виговським та полтавським полковником М.Пушкарем. Зіньківська сотня прийняла сторону останнього.
Зіньківська фортеця та навколишні землі три тижні боронилися проти війська Виговського, але все було марно. Після взяття Зінькова його було віддано татарам-союзникам на розграбування. Є й інші відомості (літопис Самовидця), де сказано, що Зіньків не було взято приступом. Навколишні ж поселення, а серед них і Тарасівка були пограбовані і спалені татарами.
З 1662 року бере початок нова сторінка в літописі села. В цьому році наказним гетьманом Якимом Сомком для посилення ролі Лівобережного гетьманату створюється окремий Зіньківський полк (1662—1672 рр.).
До складу цього полку поряд з іншими увійшли дві Зіньківські сотні (міська і сільська). До другої (сільської) сотні увійшли населені пункти Бобровник, Власівка, Зіньків, Павлівка, Тарасівка. З 1663 по 1668 рік село разом з іншими населеними пунктами другої Зіньківської сотні перебуває під булавою Івана Брюховецького.
В 1672 році під час нового реформування край в складі Зіньківської сотні потрапляє до складу Полтавського полку, де і перебуває до 1687 року, коли було здійснено новий перерозподіл Гетьманщини і Зіньківська сотня знову, як і колись повернута до складу Гадяцького полку, де і перебувала аж до розформування останнього у 1782 році.
Гетьманом Самойловичем Тарасівку передано обозному Зіньківського полку, а після його розформування Лютенському сотнику(з 1687 по 1704 рр. — гадяцькому полковникові) Михайлу Андрійовичу Бороховичу (Боруховичу), представнику козацької старшинської родини євреїв-вихрестів. Від нього село переходить до сина (Максим Михайлович Борохович, обозний гадяцького полку з 1695 по 1720 рік), онука в спадщину. Онук віддає його за дочкою майору Єропкіну.
В 1717 році права Бороховичевої на село підтверджуються гетьманом І.Скоропадським.
Інші джерела говорять про те, що спочатку село належало зіньківському сотникові Пилипу Івановичу Перехресту (зіньківський сотник з 1695 року), а потім — Гадяцькому замку.
Тарасівські козаки брали участь у подіях Північної війни. Частина їх в складі Гадяцького полку брали участь у закордонних походах російської армії, а інші брали участь в обороні Зіньківської фортеці від шведів на межі 1708—1709 рр.
У 1764 р. село належить Жаркові і писареві Бовліну. З впевненістю можна сказати, що з 1783 р. в результаті реформ Катерини ІІ с. Тарасівка стала власністю Кирила Розумовського (цього року йому підтвердили володіння, надані ще Єлизаветою Петрівною), а в 1785 році село було викуплене у Розумовського в государеву казну.
Після 1782 року, коли було скасовано остаточно полковий устрій, край потрапляє спочатку до складу Чернігівського намісництва, пізніше-до Київського, а ще пізніше-до новоствореної Малоросійської губернії. З 1803 року Тарасівку відносять до Зіньківського повіту Полтавської губернії, де вона і перебувала аж до подій революції 1917 року.
Хоч і скасовано було козацький устрій, але козаки в Тарасіві не перевелися. За переписом 1859 р. в Тарасівці, яка в той час була селом власницьким, козацьким, Зіньківського повіту, налічувалося 595 дворів, 3516 жителів. За національним складом жителі села — українці. На цей час жителі села поділяються на козаків та державних селян. Щодо занять козаків, то вони спеціалізуються, в основному на кустарних промислах.
За даними на 1859 рік у власницькому та козацькому селі Зіньківського повіту Полтавської губернії, мешкало 1452 особи (1733 чоловічої статі та 1783 — жіночої), налічувалось 525 дворових господарств, існували православна церква та завод.
Станом на 1900 рік село було центром окремої, Тарасівської волості.
12 червня 2020 року, відповідно до розпорядження Кабінету Міністрів України № 721-р «Про визначення адміністративних центрів та затвердження територій територіальних громад Полтавської області», село увійшло до складу Зіньківської міської громади.
19 липня 2020 року, в результаті адміністративно - територіальної реформи та ліквідації Зіньківського району, село увійшло до складу новоутвореного Полтавського району Полтавської області.

## Населення

### Мова
Розподіл населення за рідною мовою за даними перепису 2001 року:
| Мова       | Кількість | Відсоток |
| ---------- | --------- | -------- |
| українська | 1303      | 98.64%   |
| російська  | 16        | 1.20%    |
| білоруська | 1         | 0.08%    |
| вірменська | 1         | 0.08%    |
| Усього     | 1321      | 100%     |

## Економіка
- Молочно-товарна і птахо-товарна ферма.
- Сільгоспкооператив «Україна».

## Об'єкти соціальної сфери
- Школа.
- Клуб.